# Amata midas
Amata midas là một loài bướm đêm thuộc phân họ Arctiinae, họ Erebidae.